# Resolució 1765 del Consell de Seguretat de les Nacions Unides
La Resolució 1765 del Consell de Seguretat de les Nacions Unides fou adoptada per unanimitat el 15 de juliol de 2007. Després de recordar resolucions anteriors sobre la situació a Costa d'Ivori, el Consell va ampliar el mandat de l'Operació de les Nacions Unides a Costa d'Ivori (UNOCI) i les tropes de suport franceses fins al 15 de gener de 2008.

## Detalls
Determinant que la situació a Costa d'Ivoire continua sent una amenaça per a la pau i la seguretat internacionals, de conformitat amb el Capítol VII de la Carta de les Nacions Unides, el Consell va aprovar les recomanacions del Secretari General contingudes en el seu informe de progrés més recent sobre l'UNOCI i va renovar el seu mandat i el de les forces franceses de suport fins al 15 de gener de 2008 per donar suport a l'organització d'eleccions transparents, en el marc temporal establert en el signat recentment Acord polític de Ouagadougou.
Aquest Acord, signat el 4 de març de 2007 pel president Laurent Gbagbo i Guillaume Soro a Ouagadougou sota la facilitació de la presidenta de la Comunitat Econòmica dels Estats de l'Àfrica Occidental (ECOWAS), el president Blaise Compaoré de Burkina Faso, estableix una sèrie de mesures per tractar amb la divisió política. Exhorta, entre altres mesures, a crear un nou govern de transició; organitzar eleccions presidencials lliures i justes; fusionant les Forces Nouvelles de Côte d'Ivoire i les forces nacionals de defensa i seguretat mitjançant l'establiment d'un centre de comandament integrat; desmantellament de les milícies, desarmament d'excombatents i inscripció en programes de serveis civils; i substituint l'anomenada zona de confiança que separa el nord i el sud amb una línia verda sota supervisió de la UNOCI.